# Ercole uccide gli uccelli di Stinfalo
Ercole uccide gli uccelli di Stinfalo è un dipinto a tempera su tela (87x110 cm) di Albrecht Dürer, databile al 1500 e conservato nel Germanisches Nationalmuseum a Norimberga.

## Storia
L'opera, l'unico tema mitologico dell'autore che ci sia pervenuto su supporto pittorico, venne in tutta probabilità commissionato da Federico il Saggio, per decorare una sala del Castello di Wittenberg dove si trovavano altre tre tele dedicate alle Fatiche di Ercole.

## Descrizione e stile
Ercole, armato di arco e frecce e pronto a scagliarle contro due mostri alati apparsi a destra, occupa con un movimento plastico il centro della scena. La sua figura è ripresa probabilmente da stampe italiane, derivate dall'Ercole e Deianira di Antonio del Pollaiolo. Anche il paesaggio sullo sfondo rimanda ad esempi italiani, ma trattati con una tavolozza cupa e sfavillante di rossi, per rappresentare le rive della palude mortale di Stinfalo.
I mostruosi uccelli, le arpie, derivano probabilmente da una ricostruzione a partire dalla descrizione dantesca, come esseri ibridi e bizzarri.